# Francesco Cantuti Castelvetri
Francesco Cantuti Castelvetri, conte di Ligonchio, Ospitaletto, Canova e Pradelli (Verona, 11 febbraio 1904 – Roma, 25 gennaio 1979), è stato un militare ed economista italiano, ultimo comandante della Guardia Palatina d'onore di Sua Santità.

## Biografia
Nato a Verona l'11 febbraio 1904, il conte Francesco Cantuti Castelvetri - omonimo del letterato suo avo Francesco Cantuti Castelvetri (1726-1777), definito dal Tiraboschi "uno de' più colti e più leggiadri poeti modenesi" della sua epoca - discendeva da una nobile famiglia modenese di origine lombarda, che ebbe in feudo la contea di Ligonchio e venne resa illustre da alcuni letterati dei quali il più noto fu Ludovico Castelvetro. Figlio di Nestore, generale dei Carabinieri comandante la Guardia regia di stanza al Quirinale - che fu autore di un "Compendio di Polizia scientifica" edito nel 1913 dalla Tipografia Editrice Nazionale ed ebbe una medaglia di bronzo al valor militare e la croce al merito di guerra - e di Aurelia Messori Roncaglia, si laureò prima in giurisprudenza e poi in scienze economiche e commerciali e divenne quindi docente universitario presso la cattedra di politica economica dell'università la Sapienza di Roma. Iscritto nel 1924 all'albo dei commercialisti e poi, nel 1926, a quello dei giornalisti, collaborò con varie testate e divenne redattore capo de La finanza italiana.
Il 22 maggio 1926 venne ammesso nel corpo della Guardia nobile Pontificia con il grado di sottotenente nel quale verrà giubilato con il grado di brigadiere generale. Nel 1930 si sposò - primo matrimonio ad essere celebrato dopo il Concordato tra l'Italia e la Santa Sede -, nella cappella della guardia in Vaticano, con Adriana Prampolini (1907-1995), nipote del conte senator Natale Prampolini, dalla quale avrà otto figli. Il 2 dicembre 1935 venne inviato in missione a Parigi presso il nunzio apostolico di quella sede, Luigi Maglione. Il 4 novembre 1937, alla morte del suo predecessore, venne nominato comandante della Guardia Palatina d'Onore da papa Pio XI ed entrò in servizio ufficialmente il 20 giugno 1938. Il 1º giugno 1961 venne nominato colonnello e continuò il suo mandato di comandante che si concluderà dopo 33 anni, con lo scioglimento del corpo ad opera di papa Paolo VI il 14 settembre 1970.
Paolo VI lo nominò Gentiluomo, consultore a vita dello Stato Città del Vaticano e nel 1970 lo chiamò a ricoprire la carica di Governatore Generale dell'Ordine Equestre del Santo Sepolcro di Gerusalemme, di cui in seguito diverrà Luogotenente Generale.
Nel 1935 era stato nominato direttore generale della Federazione nazionale del legno. In seguito diverrà direttore generale della Federazione nazionale pubblici esercizi e, per quindici anni, ricoprirà l'incarico di direttore generale della Confederazione del commercio. Dal 1944, per ventitré anni, ebbe la carica di direttore generale dell'Ente nazionale per la distribuzione dei soccorsi in Italia (ENDSI). Inoltre fu economista presso la FAO, esperto presso la Presidenza del Consiglio dei ministri per questioni economiche, e sindaco, consigliere e revisore di istituti di credito e di società (tra questi: l'Istituto Italiano di Credito Fondiario, l'Istituto Nazionale di Credito per il Lavoro Italiano all'Estero, le Assicurazioni Generali Venezia, l'Istituto Romano dei Beni Stabili, il Credito Commerciale e Industriale, la Società G.E.N.S. di Navigazione). Da papa Pio XII venne nominato consulente economico e presidente del collegio dei revisori del Gran Magistero dell'Ordine di Malta. In Brasile fu il fondatore della locale Commissione internazionale cattolica per l'emigrazione.
Invalido della guerra 1940-1945, ebbe un encomio solenne del comando militare e civile della città di Roma.
Negli anni 1944-45 e 1945-46 fu Assistente volontario di politica economica e finanziaria, insieme a Federico Caffè e Guido Carli, presso l'Istituto di Scienze economiche dell'Università La Sapienza di Roma.
Morì a Roma il 25 gennaio 1979.

## Opere
- Gorca D. V., Cantuti Castelvetri F., "Sulla necessità di istituire nei RR. istituti superiori di scienze economiche e commerciali la libera docenza e particolarmente per quelle discipline che non trovano riscontro nelle Università", Milano, Tip. cart. C. Gargantini, 1924
- Cardano G.,Del modo di tenere i libri, traduzione originale dal latino di Francesco Cantuti Castelvetri e Daniele Vittorio Gorga, Città di Castello, Unione Arti Grafiche, 1924
- La linea del Plata e l'emigrazione italiana, Roma, 1924 ed in Rassegna delle scienze economiche e commerciali, anno IV, fasc. 12, Città di Castello, 1925;
- L'evoluzione delle nostre correnti emigratorie, Roma, 1925;
- Le costruzioni navali nel 1925 e la posizione dell'Italia, Roma, 1926;
- L'economia italiana nel 1927, Roma, Officina Poligrafica Laziale, 1927;
- Il commercio estero dell'Italia dal periodo prebellico ad oggi, Roma, 1928;
- La marina mercantile italiana nel 1927, Roma, 1928;
- "La marina mercantile mondiale nel 1927 con speciale riguardo all'Italia", Roma, Officina poligrafica laziale, 1928
- L'economia italiana nel 1928, Officina Poligrafica Laziale, Roma, 1929;
- L'organizzazione del commercio estero in Italia, Brescia, F. Apollonio, 1931;
- Il commercio con l'estero in economia corporativa, Roma, Officina Poligrafica Laziale, 1933;
- Contratti tipo e prezzi all'esame delle corporazioni, Roma, Società Tipografica Castaldi, 1935;
- "La geografia nel quadro degli studi economici : comunicazione", Roma, soc. tip. Castaldi, [1936?]
- Il legno, produzione, scambio, correnti mondiali del traffico, Roma, Società Tipografica Castaldi, 1938;
- L'economia italiana nel 1947, Roma, Officina Poligrafica Laziale, s.d.;
- E.N.D.S.I., l'attività dell'Ente nazionale per la distribuzione dei soccorsi in Italia dal 1944 al 1954/Organization and activity 1944-1954, Roma, Artigianato grafico, 1955
- Fontana Russo L., Lezioni di politica economica compilate dal dott. Francesco Cantuti Castelvetri, anno 1928-1929, Roma, Sampaolesi, 1929